# Учаєв Роман Федорович
Рома́н Фе́дорович Уча́єв (рос. Роман Федорович Учаев; с. Коське Карабулак Саратовської губернії, Росія) — один з перших мокшанських письменників, який творив на межі XIX та XX століття. Фольклорист та педагог. Автор творів у стилістиці народних мокшанських дум, збирач та упорядник мокшанських релігійних текстів. «Сільський стипендіат» Фіно-угорського товариства Гельсинкі.

## Біографія
Нар. у багатодітній мокшанській родині. Працював у кондитерській лавці м. Саратова. Граматиці вивчився у школі с. Юрьївка, неподалік Саратова. Згодом продовжив навчання у церковно-приходській школі та отримав звання народного вчителя.
Його талант оповідача та співака народних дум помітив відомий російський етнограф, академік Олексій Шахматов. З його допомогою Учаєв став професійно займатися фольклором, його нотні записи мокшанських та ерзянських пісень публікуються у російській періодиці.
Також Учаєв влився у гурт мокшан — «сільських стипендіатів» Фіно-угорського товариства Гельсинкі, яке централізовано збирало та обробляло мокшанський фольклор. Як науковець, Учаєв є учнем фінського вченого Гейккі Паасонена, який багато працював на території Мокшанії.
Окремий твір Учаєва присвячений Російсько-Японській війні та участі в ній мокшан («Аф шарьхкодеви тев Порт-Артурть мархта»).

## Твори
- «Эсь эряфонь азондомат». Питерьбур, 1910
- «Лятфнемат». Питерьбур, 1910
- «Азкс Фёдор атянь колга»
- «Аф шарьхкодеви тев Порт-Артурть мархта»
- «Азкс аф мяляфты мордвинть колга»
- «Коське Карабулак и Арчилов велетнень историясна»
- «Грузинонь оцязоронь идсь и мокшетнень кстиндамасна»
- «Кода ётась мокшень масторсь рузонь князти»